# St. Laurentius (Denkendorf)

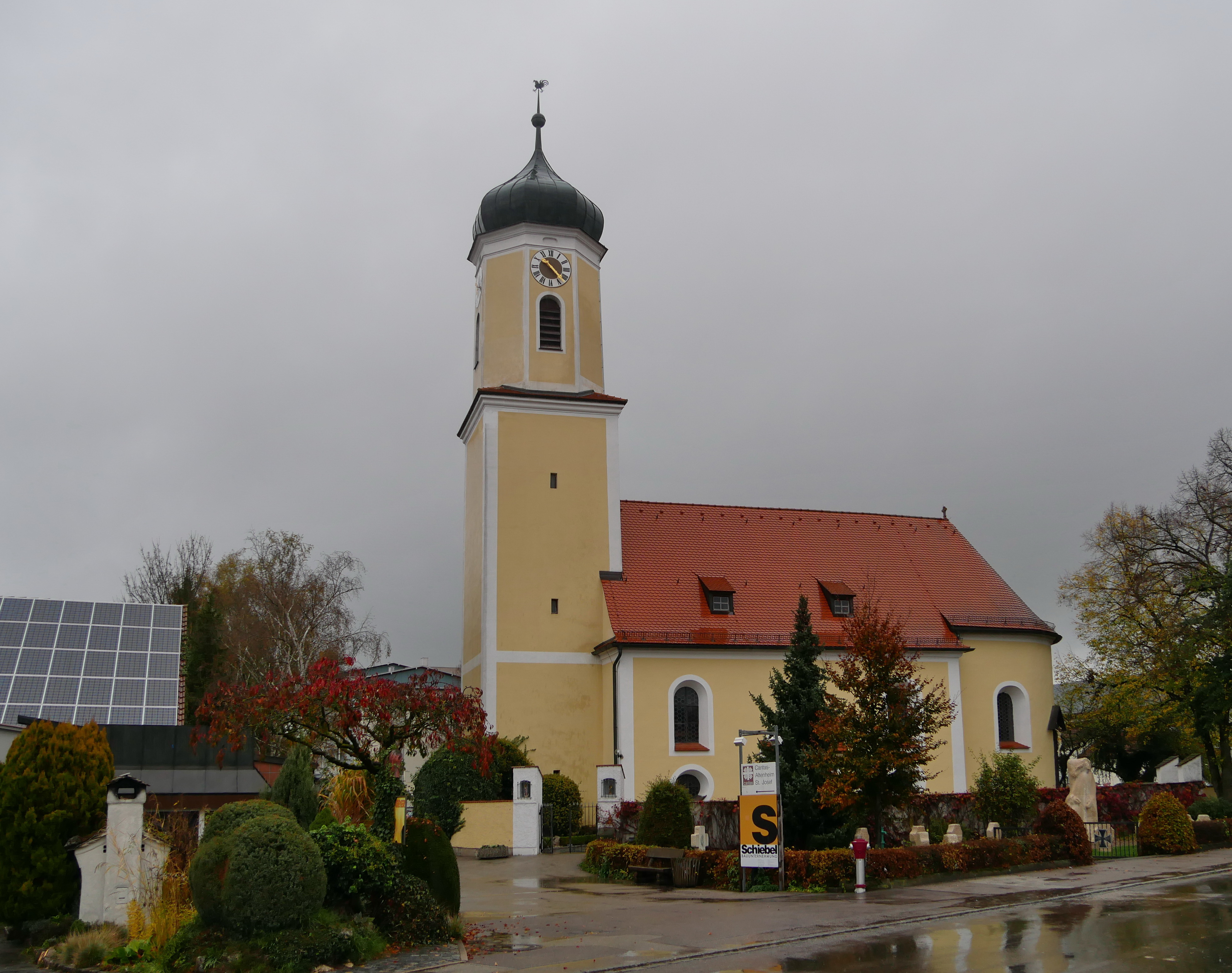
St. Laurentius in Denkendorf

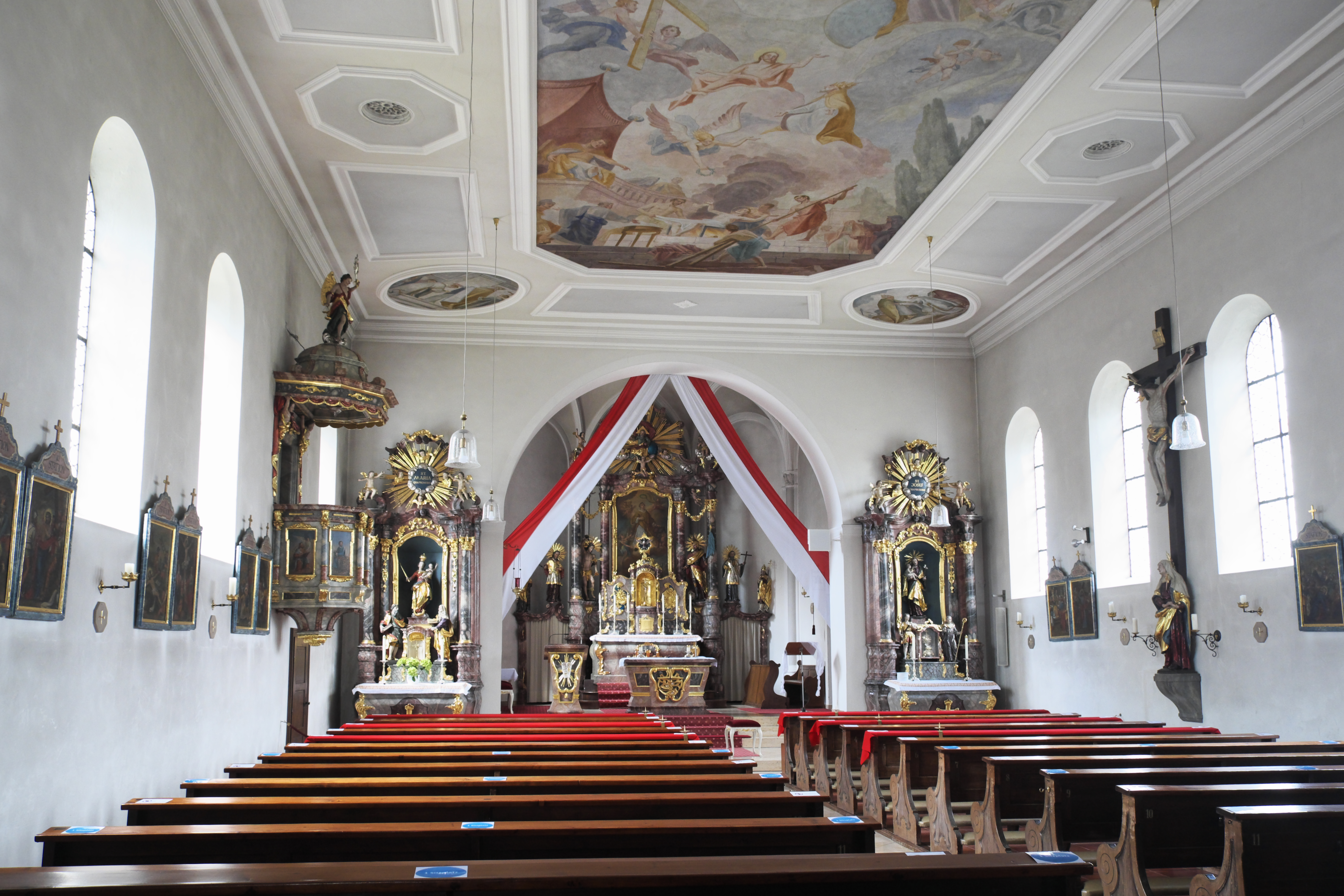
Innenraum

Die römisch-katholische Pfarrkirche St. Laurentius steht in Denkendorf, einer Gemeinde im oberbayerischen Landkreis Eichstätt. Das Bauwerk ist als Baudenkmal unter der Nr. D-1-76-120-1 eingetragen. Die Pfarrei gehört zum Pfarrverband Denkendorf im Dekanat Eichstätt des Bistums Eichstätt.

## Beschreibung
Die Saalkirche wurde 1703–05 nach Plänen von Jakob Engel erbaut. Sie besteht aus einem Langhaus, einem eingezogenen, halbrund geschlossenen Chor im Osten und einem Fassadenturm im Westen, der 1762 mit einem achteckigen Geschoss aufgestockt wurde, der die Turmuhr und den Glockenstuhl beherbergt, und der mit einer Zwiebelhaube bedeckt wurde. 1926 wurde das Langhaus nach Norden erweitert.
Der Innenraum des Langhauses ist mit einer Flachdecke überspannt, der des Chors mit einem Kreuzrippengewölbe. Das Altarretabel des Hochaltars wird Willibald Wunderer zugeschrieben. Die Orgel wurde 1984 von WRK Orgelbau gebaut.